# Дом на Лесной
«Дом на Лесной» — художественный фильм, снятый на киностудии «Грузия-фильм» в 1980 году.

## Сюжет
Фильм основан на реальных событиях. В годы Первой русской революции в Москве была создана подпольная типография большевиков, выпускавшая листовки, прокламации, а также нелегальную газету «Рабочий». Типография была организована грузинскими революционерами под прикрытием фруктового магазина, располагавшегося на улице Лесной, с чем и связано название фильма.

## В ролях
- Амиран Кадейшвили — Кобидзе
- Эдишер Гиоргобиани — рабочий подпольной типографии
- Леван Учанейшвили — рабочий подпольной типографии
- Заза Микашавидзе — рабочий подпольной типографии
- Зураб Цинцкиладзе — рабочий подпольной типографии
- Леонид Харитонов — Богомолов, начальник подпольной типографии
- Юрий Гусев — Леонид Борисович Красин
- Сергей Харченко — Фёдор Петрович Чумаков
- Людмила Шагалова — жена Чумакова
- Ольга Гулинская — Анна Чумакова
- Яна Друзь — Верочка
- Карина Шмаринова — Валентина Ивановна
- Валентина Хмара — Дуся
- Юрий Чекулаев — Иннокентий Федотович, пристав
- Гиви Тохадзе — Каландадзе
- Ян Янакиев — Василий Кузьмич, криминалист
- Юрий Саранцев — Колупаев, купец

## Съёмочная группа
- Режиссёр: Николай Санишвили
- Сценарист: Георгий Мдивани
- Оператор: Дудар Маргиев
- Композитор: Антонио Спадавеккиа

## Интересные факты
В 1930 году в СССР по сценарию того же Г. Мдивани был снят фильм об этом же событии — «Американка».
Сцены уличных боёв снимались на Большом Предтеченском переулке в Москве.